# Eccellenza Marche 1992-1993
Il campionato italiano di calcio di Eccellenza regionale 1992-1993 è stato il secondo organizzato in Italia. Rappresenta il sesto livello del calcio italiano.
Questo è il campionato organizzato dal Comitato Regionale Marche.

## Squadre partecipanti
| Squadra                    | Città (provincia)           |
| -------------------------- | --------------------------- |
| S.S. Audax Calcio Piobbico | Piobbico (PU)               |
| A.S. Biagio Nazzaro        | Chiaravalle (AN)            |
| Pol. Camerino              | Camerino (MC)               |
| S.S. Cerreto               | Cerreto d'Esi (AN)          |
| U.S. Fabrianese            | Fabriano (AN)               |
| A.S. Falconarese           | Falconara Marittima (AN)    |
| U.S. Grottese              | Grottazzolina (AP)          |
| Pol. Lunano                | Lunano (PU)                 |
| S.S. Monturanese Calcio    | Monte Urano (AP)            |
| U.S. Morrovalle            | Morrovalle (MC)             |
| A.S. Nuova Jesi Calcio     | Jesi (AN)                   |
| U.S. Osimana               | Osimo (AN)                  |
| S.S. Real Montecchio       | Sant'Angelo in Lizzola (PU) |
| A.C. Sangiustese           | Monte San Giusto (MC)       |
| U.S. Tolentino             | Tolentino (MC)              |
| U.S. Trodica               | Morrovalle (MC)             |
| Urbania Calcio             | Urbania (PU)                |
| A.S. Urbino                | Urbino (PU)                 |

## Aggiornamenti
Il secondo torneo di Eccellenza presentava al via ancora 18 squadre. I cambiamenti erano rappresentati dalle 4 retrocesse (Audax Piobbico, Tolentino, Urbania e Urbino) e dalle 2 promosse (Camerino e Forsempronese).
Il campionato venne vinto dal Tolentino che risalì immediatamente nell'Interregionale. La formazione cremisi prevalse dopo un lungo testa a testa contro l'Urbino. Anche per questa stagione furono cinque le squadre condannate alla retrocessione in Promozione: l'Audax Piobbico proseguì la sua parabola discendente accompagnato da Sangiustese e Grottese. L'annata fu nera per la città di Morrovalle che in un colpo solo vide retrocedere Morrovalle e Trodica.

## Classifica finale
|  | Pos. | Squadra         | Pt | G  | V  | N  | P  | GF | GS | DR  |
|  | ---- | --------------- | -- | -- | -- | -- | -- | -- | -- | --- |
|  | 1.   | Tolentino       | 52 | 34 | 22 | 8  | 4  | 46 | 15 | +31 |
|  | 2.   | Curvet Urbino   | 49 | 34 | 18 | 13 | 3  | 50 | 26 | +24 |
|  | 3.   | Nuova Jesi      | 41 | 34 | 13 | 15 | 6  | 41 | 30 | +11 |
|  | 4.   | Monturanese     | 39 | 34 | 13 | 13 | 8  | 43 | 34 | +9  |
|  | 5.   | Biagio Nazzaro  | 39 | 34 | 10 | 19 | 5  | 25 | 24 | +1  |
|  | 6.   | Osimana         | 38 | 34 | 12 | 14 | 8  | 47 | 33 | +14 |
|  | 7.   | Camerino        | 37 | 34 | 11 | 15 | 8  | 32 | 24 | +8  |
|  | 8.   | Fabrianese      | 35 | 34 | 7  | 21 | 6  | 33 | 29 | +4  |
|  | 9.   | Lunano          | 34 | 34 | 9  | 16 | 9  | 35 | 38 | -3  |
|  | 10.  | Real Montecchio | 33 | 34 | 9  | 15 | 10 | 29 | 29 | 0   |
|  | 11.  | Cerreto         | 33 | 34 | 9  | 15 | 10 | 31 | 35 | -4  |
|  | 12.  | Urbania         | 32 | 34 | 10 | 12 | 12 | 29 | 33 | -4  |
|  | 13.  | Falconarese     | 29 | 34 | 8  | 13 | 13 | 45 | 45 | 0   |
|  | 14.  | Audax Piobbico  | 27 | 34 | 4  | 19 | 11 | 25 | 35 | -10 |
|  | 15.  | Morrovalle      | 26 | 34 | 5  | 16 | 13 | 21 | 31 | -10 |
|  | 16.  | Trodica         | 25 | 34 | 6  | 13 | 15 | 24 | 46 | -22 |
|  | 17.  | Sangiustese     | 23 | 34 | 6  | 11 | 17 | 22 | 38 | -16 |
|  | 18.  | Grottazzolina   | 20 | 34 | 2  | 16 | 16 | 15 | 48 | -33 |